# Origen de la Senyera Reial

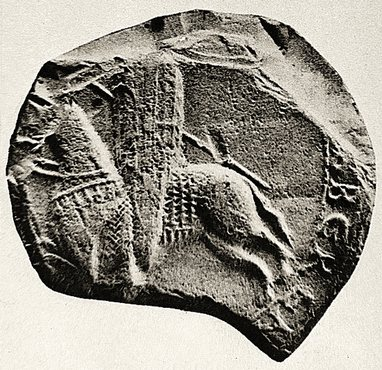
Anvers del segell de Ramon Berenguer IV (setembre, 1150), primer testimoni històric del senyal dels Quatre Pals. La seva forma arcaica és demostrada perquè a sobre de l'escut palat hi ha l'escarboncle o bloca, el reforç de l'escut consistent en làmines metàl·liques convergents disposades en forma d'aspa i orientades cap als flancs.

L'Origen de la Senyera Reial és el senyal heràldic dels Quatre Pals del qual la senyera n'és la translació sobre una bandera. El primer testimoni històric del senyal dels Quatre Pals apareix en un segell de cera que valida un document datat el 2 de setembre del 1150, i en el que s'hi representa a Ramon Berenguer IV portant sobre el seu escut el senyal dels Quatre Pals.
Actualment hi ha consens entre els màxims especialistes heràldics -l'aragonès Faustino Menéndez Pidal de Navascués, l'aragonès Alberto Montaner Frutos, i el català Armand de Fluvià- a l'hora de determinar que el senyal heràldic nasqué i aparegué com a emblema personal de Ramon Berenguer IV (1114-1162). El fet que com a resultat del desgast només en una de les impromptes dels segells de cera hi aparegui clarament el senyal heràldic, ja és suficient per indicar que a les matrius base (dues en aquest cas) hi havia gravats els quatre pals. Aquest fet ve reforçat per l'arcaisme del senyal en un moment en què l'heràldica tot just acabava de nàixer a Europa (segon quart del segle xii, 1125-1150), fet que s'evidencia en aquest cas en la presència arcaica de l'escarboncle - o bloca-, unes proteccions metàl·liques en forma d'aspa que protegien l'escut. El senyal dels Quatre Pals serà heretat per tots els seus fills, tant pel primer Alfons el Cast rei d'Aragó i comte de Barcelona, com pel segon Ramon Berenguer comte de Provença, com pel tercer Sanç comte de Cerdanya. Serà el seu fill major Alfons el Cast qui confegirà de forma definitiva el senyal heràldic eliminant l'arcaic escarboncle i en els seus segells apareixerà ja portant un escut solament amb els Quatre Pals. L'origen del senyal en la persona de Ramon Berenguer IV ve refrendat, a més, per una altra plasmació sigil·lar, el segell de Millau (1187), i dos documents històrics posteriors que parlen sobre aquest fet, les Cròniques dels reis d'Aragó (c. 1359) i la Genealogia dels comtes de Barcelona (1380).

## Aparició de l'heràldica a Europa

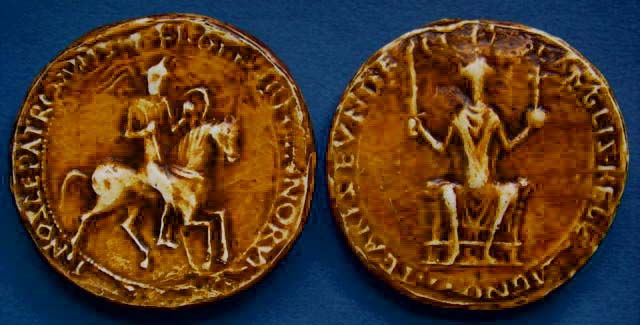
Guillem «el Conqueridor» (1027-1087),
rei d'Anglaterra i duc de Normandia.
Segell de Guillem I d'Anglaterra. A l'anvers Segell tipus majestàtic que el representa com a rei jaient al tron amb els atributs de la reialesa. Al revers, Segell tipus eqüestre anglo-francès (flanc dret) portant la llança amb gallardet, el cavall sense gualdrapages i l'escut en posició natural. L'heràldica, l'ús d'emblemes personals hereditaris per a identificar-se al camp de batalla i plasmats sobre un escut encara no havia nascut, i l'escut apareix girat com un element defensiu no significatiu.

L'heraldista Faustino Menéndez Pidal de Navascués (1988) indica que els senyals heràldics aparegueren a tot Europa sense diferències cronològiques significatives vers el segon quart del segle xii (1125-1150), en un context caracteritzat per la revolució feudal i el creixent protagonisme de la figura del cavaller, on la identificació personal d'aquests al camp de batalla esdevingué clau. L'escut, l'arma defensiva bàsica i l'element personal més visible del cavaller en combat, ben lligat per mitjà de corretges i que difícilment es desprenia d'aquest, oferí una superfície apta per a rebre l'emblemàtica gràfica i mostrar la seva identificació individual; més encara quan el rostre del cavaller quedava pràcticament invisible per la cobertura del casc. L'heràldica nasqué doncs com un sistema de signes per a la reconeixença individual dels cavallers al camp de batalla.
Martí de Riquer es remet a la primera evidència històrica que existeix a Europa d'un escut amb senyal heràldic, que és de l'any 1141. A partir del segle xii es començaren a difondre a Europa els segells de cera penjants, que anaven lligats als pergamins; aquest fet permet datar amb seguretat el segell. Tot i així adverteix però que malgrat que la sigil·lografia ofereix una evidència històrica segura, la cronologia que se'n desprèn és la més conservadora i no és completa, doncs també apareixen evidències de senyals heràldics en tombes, representacions gràfiques, i descripcions en cròniques. Basant-se en l'evidència documental que ofereixen els segells i més enllà de tot dubte raonable, Martí de Riquer ofereix una cronologia de segells on hi apareixen escuts amb senyal heràldic:
- 1141 Segell amb escut heràldic de Gilbert fitz Gilbert de Clare, comte de Pembroke
- 1144 Segell amb escut heràldic d'Enric el Lleó, duc de Saxònia i duc de Baviera
- 1146 Segell amb escut heràldic de Raúl de Vermandois, comte de Vermandois
- 1150 Segell amb escut heràldic de Ramon Berenguer IV, comte de Barcelona i príncep d'Aragó
- 1151 Tomba amb escut heràldic de Jofré V d'Anjou, comte d'Anjou i duc de Normandia
- 1152 Segell amb escut heràldic de Guelf VI de Toscana, margravi de Toscana i duc de Spoleto
- 1155 Segell amb escut heràldic de Bouchard II de Guisa, senyor de Guisa
- 1156 Segell amb escut heràldic d'Enric II d'Àustria, duc d'Àustria
- 1159 Segell amb escut heràldic de Ottokar III, margravi d'Estíria
- 1159 Dibuix amb escut heràldic de Ferran II de Lleó, rei de Lleó

## Antecedents emblemàtics preheràldics mai no confirmats
Malgrat que l'evidència més antiga del senyal heràldic dels quatre pals en un escut apareix en el segell de Ramon Berenguer IV del setembre de 1150, s'han apuntat dos possibles antecedents preheràldics per aquest senyal. D'una banda s'ha formulat la Hipòtesi dels lemniscs basant-se en la relació entre el primigeni regne d'Aragó i els colors emblemàtics de la Santa Seu, quan el rei Sanç I d'Aragó i Pamplona (v. 1042–1094) es declarà vassall del Papa; per altra banda també s'ha apuntat com a possible antecedent preheràldic les pintures dels sepulcres comtals de la catedral de Girona de Ramon Berenguer II (1053-1082) i Ermessenda de Carcassona (972-1058). Ambdues es refereixen a situacions pre-heràldiques, donat que en ambdós casos, l'heràldica no havia aparegut encara a tot Europa.

### La Hipòtesi dels lemniscs

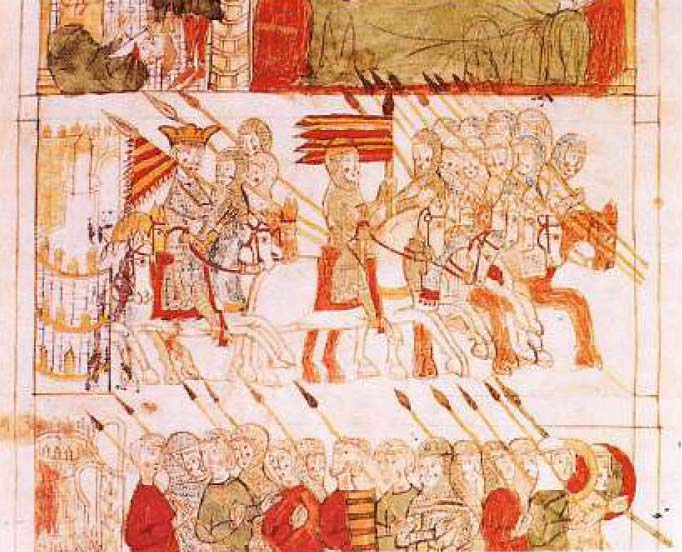
Miniatura del segle XII.
L'oriflama el guió personal de Carlemany i davant el gonfanoner Rotland amb la mateixa que era la bandera de combat, anant a alliberar el camí de Sant Jaume.
(Còdex Calixtinus-Liber Sancti Iacobi, f.90, ms. 2631, Biblioteca General Histórica de la Universidad de Salamanca)

La Hipòtesi dels lemniscs és una hipòtesi sobre els possibles antecedents emblemàtics preheràldics del Senyal Reial formulada per l'historiador Guillermo Fatás Cabeza (1990) que es basa en la relació de vassallatge establerta entre el rei Sanç I d'Aragó i Pamplona i la Santa Seu el 1063. Basant-se en aquest fet històric, i a la premissa que els colors papals serien ja al segle xi el roig i daurat, prenent com a prova els lemniscs de la butlles papals, es conclou que els reis d'Aragó de la dinastia Ximena haurien adoptat aquests colors papals com a emblemes propis abans que aparegués l'evidència històrica més antiga que existeix sobre del Senyal dels Quatre Pals en l'escut que porta Ramon Berenguer IV en un segell que valida un document del 2 de setembre de 1150.
Per a bastir aquesta hipòtesi Guillermo Fatás Cabeza reciclà un estudi de l'any 1928 de l'historiador alemany Paul Fridolin Kehr en què l'historiador alemany tracta d'esbrinar quan i com el regne d'Aragó esdevingué feudatari de la Santa Seu, centrant-se en l'estudi d'un decret del papa Gregori VII adreçat al bisbe d'Osca i rei d'Aragó. En descriure el decret papal que es conserva a la catedral de Jaca, Kher apuntà que «només queden uns fils de seda grocs i vermells dels quals penjava». Basant-se en aquesta dada Guillermo Fatás Cabeza establí la premissa que ja el 1063 aquests eren els colors emblemàtics de la Santa Seu. I basant-se en aquesta premissa, establí la hipòtesi que el rei Sanç I d'Aragó i Pamplona (v. 1042-1094), en declarar-se vassall de la Santa Seu, hauria adoptat els colors de la Santa Seu com a propis. Però la Hipòtesi dels lemniscs no fou arguïda ni pel mateix Guillermo Fatás Cabeza en l'edició del 2000, ha estat sempre ignorada pels heraldistes aragonesos Faustino Menéndez Pidal de Navascués i Alberto Montaner Frutos, i és menystinguda per l'historiador Juan José Sánchez Badiola (2010), qui afirma que: «la tesi d'un origen pontifici ha de reconèixer-se que compta amb molt pocs arguments al seu favor, doncs, malgrat que els colors groc i vermell eren emprats per la cancelleria pontifícia, poc més poc treure's d'això».

### Pintures dels sepulcres comtals de la catedral de Girona

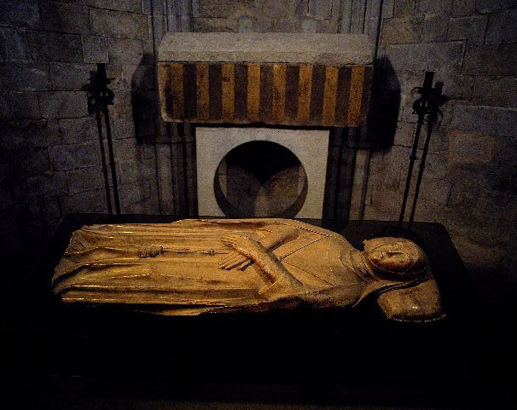
L'any 1982 s'obriren els sarcòfags gòtics de Ramon Berenguer II i d'Ermessenda de Carcassona. Al seu interior es descobriren els vells sarcòfags romànics originals. En una data no determinada per cap estudi científic foren pintades simultàniament sobre els dos sarcòfags comtals franges verticals de color roig i daurat.

El 24 de novembre de l'any 1982 es va obrir el sepulcre del comte de Barcelona Ramon Berenguer II (†1082) que hi havia a la Catedral de Girona amb motiu de la commemoració dels 900 anys de la seva mort; aprofitant l'ocasió també es va obrir l'altre sepulcre comtal que hi havia a la mateixa catedral i que corresponia al de la comtessa Ermessenda de Carcassona (†1058), muller del comte de Barcelona Ramon Borrell. Quan s'obriren els sepulcres gòtics construïts els 1385 es descobrí que a l'interior s'hi havien preservat els originals sepulcres romànics i que aquests presentaven com a única decoració exterior franges verticals pintades de color roig i daurat. Aquests sepulcres romànics havien estat a la galilea (atri) exterior de la catedral des del moment dels respectius òbits fins al trasllat del 1385.
El mateix any 1982 es va realitzar una anàlisi físico-química dels pigments de les pintures per tal de determinar-ne la composició i l'estat de conservació, però mai no s'ha pogut datar el moment en què foren pintades les franges; aquesta manca de datació científica ha impulsat a diversos historiadors a especular sobre quan foren pintades. Donat que les pintures presenten la mateixa composició química, i donat que ambdós sobirans moriren amb tres dècades de diferència, les pintures no foren pintades al moment de les seves morts, sinó en algun moment posterior. Per a uns aquestes pintures hi foren pintades abans del 1150, any en què apareix la primera evidència històrica del senyal dels quatre pals en l'escut de Ramon Berenguer IV; per a d'altres les pintures hi foren afegides el 1385 per ordre del rei Pere el Cerimoniós, que tenia el convenciment que el Senyal Reial era originari dels comtes de Barcelona, de manera que les pintures només mostren que el rei tenia aquesta creença, però en cap cas demostren que aquesta creença fos certa o que els comtes de Barcelona tinguessin com a emblema preheràldic els pals rojos sobre un fons daurat abans de Ramon Berenguer IV.

## Naixement del senyal heràldic dels Quatre Pals

### Primer testimoni: el senyal en l'escut de Ramon Berenguer IV
El primer testimoni històric del senyal heràldic dels quatre pals apareix en els segells de cera de Ramon Berenguer IV. Així ho han conclòs els especialistes heràldics que mostren consens en determinar que el senyal heràldic apareix tant en l'escut com en al penó, tot i que en la majoria d'ells el pas del temps n'hagi esborrat els detalls. El fet que només en una de les impromptes dels segells aparegui clarament el senyal heràldic, ja és suficient per indicar que a les matrius base (dues en aquest cas) hi havia gravat els senyal heràldic dels quatre pals. D'aquesta manera s'ha pronunciat l'heraldista aragonès Faustino Menéndez Pidal de Navascués, l'heraldista aragonès Alberto Montaner Frutos, i l'heraldista català Armand de Fluvià.
| «                                                                               | el primer testimoni autèntic de les armes que empraren els reis d'Aragó es troba en els segells de Ramon Berenguer IV, la imprompta més antiga dels quals és de l'any 1150. | » |
| — Faustino Menéndez Pidal de Navascués, Los emblemas de España (1998); pàg. 451 | |   |

| «                                                                     | […] no hi ha dubte que el primer posseïdor dels pals d'or i gules va ser Ramon Berenguer IV, [...] | » |
| — Alberto Montaner Frutos, El señal del rey de Aragón (1995); pàg. 29 | |   |

| «                                                                | Els segells més antics que tenim d'un sobirà català són els del comte Ramon Berenguer IV […] L'escut porta el senyal dels pals, [...] | » |
| — Armand de Fluvià i Escorsa, Els Quatre Pals (1995); pàg. 51-52 | |   |

Dels segells de Ramon Berenguer IV, comte de Barcelona i príncep d'Aragó, se n'han conservat set exemplars provinents de dues matrius diferents: de la primera matriu són tres segells que validen documents datats durant el seu període de govern (anys 1150, 1157 i 1160); de la segona matriu són els altres quatre segells que validen documents corresponents als anys de la minoria d'edat del seu fill Alfons II d'Aragó, qui governava assessorat per un consell de regència (documents datats el 1164, 1166, 1170, i un darrer d'indatable perquè s'ha després del document). Tots set segells són fets de cera. Les dues matrius segueixen el mateix patró iconogràfic: a l'anvers l'efígie d'un cavaller amb cavall alforrat, que porta escut i llança; la llegenda de l'anvers és: «RAIMVNDVS BERENGARII COMES BARCHINONENSIS»; al revers el patró iconogràfic és exactament el mateix, i tan sols canvia la llegenda: «ET PRINCEPS REGNI ARAGONENSIS».

### Senyal hereditari: segells del rei Alfons II d'Aragó, fill de Ramon Berenguer IV

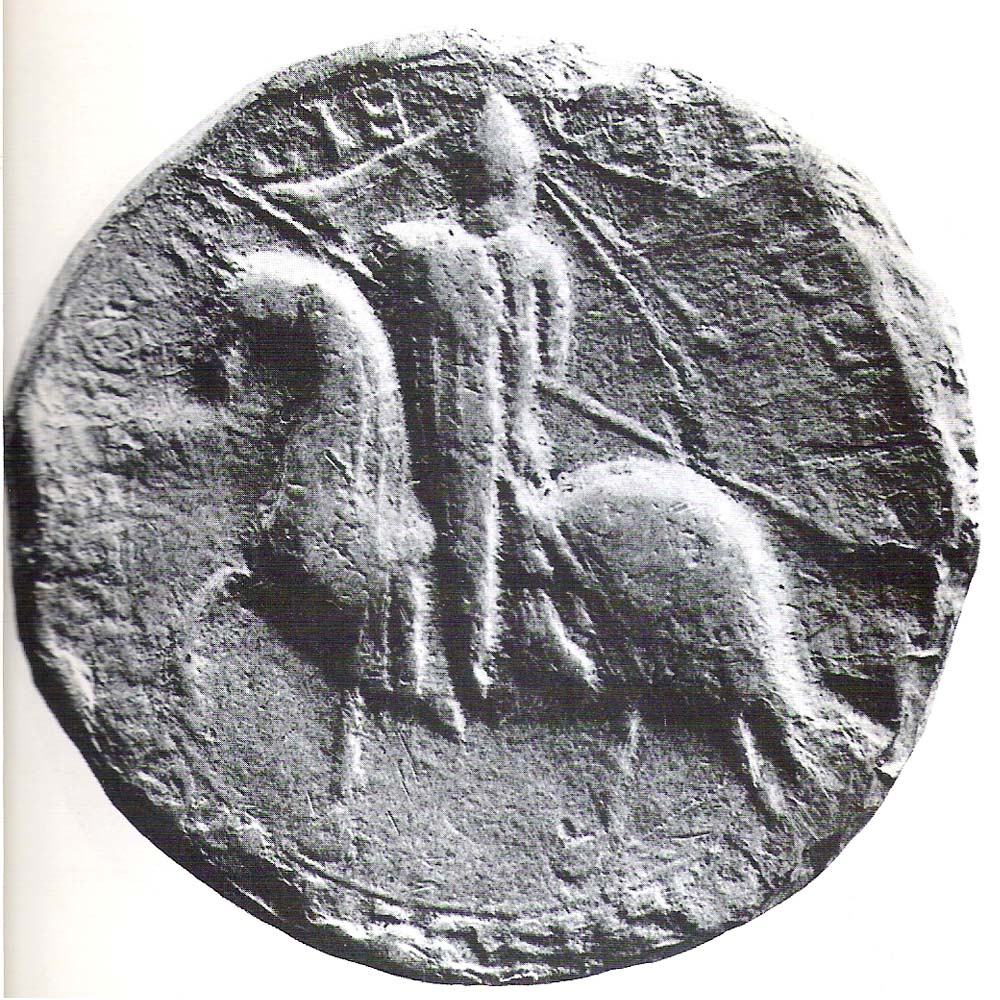
Segell d'Alfons II d'Aragó.
Durant els 12 anys de la seva minoria d'edat els segells d'Alfons II d'Aragó foren els mateixos que els del seu pare el comte Ramon Berenguer IV.

El comte Ramon Berenguer IV morí el 1162; el seu fill Alfons, primer a ésser alhora rei d'Aragó i comte de Barcelona, utilitzà durant la seva minoria d'edat el segell del seu pare, en no tenir ell segell propi. Artísticament els segells d'Alfons II d'Aragó representen un avenç comparats amb els del seu pare; hi ha major correcció en el dibuix i més regularitat de proporcions en les figures.
El més significatiu però és que en els nous segells d'Alfons II d'Aragó hi apareix per primera vegada la representació majestàtica del rei, perquè el comte Ramon Berenguer IV mai no ostentà la dignitat (títol) de rei, raó per la qual mai no es feu representar amb la imatge majestàtica i l'anvers dels seus segells eren tan sols un duplicat del revers. En els nous segells del rei Alfons II d'Aragó la representació majestàtica es representa a la cara principal, l'anvers, on hi apareix el rei seient en un banc amb coixí; va vestit amb una túnica curta i un mantell que per la part del davant li cau fins a la cintura, i pel darrere s'estén en forma de dalmàtica. Li cenyeix el cap una corona amb tres florons i porta cabells llargs. Amb la mà dreta empunya l'espasa, i amb l'esquerra sosté una flor de llir. El revers reprodueix els segells del seu pare, i el rei hi és representat com un cavaller; tant en l'escut, com en el penó de la llança, com en les gualdrapes del cavall, s'hi observen ja més definides les barres del senyal heràldic, malgrat que són molt estretes. La llegenda en tots els exemplars dels nous segells d'Alfons II és la mateixa: a l'anvers «SIGILLVM ILDEFONSIS REGIS ARAGONENSIS», i al revers «COMITIS BARCHINONENSIS ET MARCHIONIS PROVINCIE».
La cera dels segells és la natural, més o menys bruna pel transcurs del temps. Les lligadures són corretges de pell o luda, i llenques de pergamí. Segons Sagarra, existeix certa analogia entre els nous segells del rei Alfons II d'Aragó i els del seu coetani Lluís VII (1137-1180), rei de França i duc d'Aquitània. En els segells d'aquest hi apareix per primera vegada en un monarca de França representat en la forma eqüestre en el revers, mentre que en l'anvers es mantingué la representació majestàtica del rei. De manera equivalent, els nous segells d'Alfons II d'Aragó tenen a l'anvers la representació majestàtica i el títol de rei d'Aragó, i en el revers la representació eqüestre i els títols de comte de Barcelona i marquès de Provença.

### Senyal hereditari: segells dels fills menors de Ramon Berenguer IV
A més del rei Alfons, també els altres dos fills menors de Ramon Berenguer IV, el comte Pere, que es canvià el nom per passar a anomenar-se Ramon Berenguer IV de Provença, i el comte Sanç I de Provença, varen usar igualment els pals en l'escut en les seves representacions eqüestres, tal com recull Faustino Menéndez Pidal de Navascués (2004).

### Senyal hereditari: segells del net menor de Ramon Berenguer IV
El net de Ramon Berenguer IV, el comte Nunó Sanç (c.1185-1241), fill del comte Sanç I de Provença i de Sança Núnyez de Lara, continuava portant el senyal del seu llinatge -els Quatre Pals ja sense la bloca- a l'anvers, i al revers hi apareix amb les del llinatge de la seva mare, els caldres dels Lara. Posteriorment fusionà els dos senyals heràldics seguint la pràctica castellana de la brisura amb bordura, i així apareix el seu escut d'armes en una pintura sobre fusta del Museu de Mallorca del segle xiii on porta un escut en losange de dos pals de gules en camp d'or, amb bordura cosida d'argent i carregada amb vuit calders de sable. Així mateix en les pintures murals del Saló del Tinell del Palau Reial Major de Barcelona se'ls representa portant el senyal dels quatre pals amb bordura d'argent i calders de sable tant en l'escut com en la sobrevesta del cavall.

### El segell de Millau

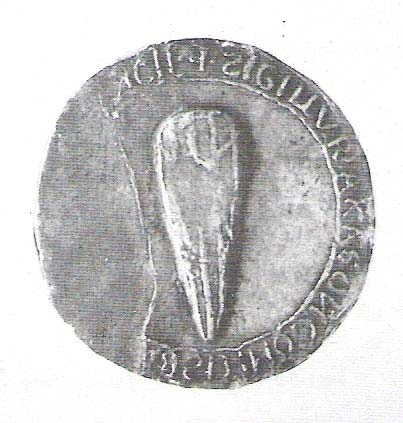
Revers del segell de Millau.
El 1187 Alfons II d'Aragó concedí a la vila el privilegi d'usar un segell comú. La llegenda del segell en detalla el titular: Segell del rey d'Aragó comte de Barcelona i marquès de Provença, i el senyal del rei format per tres gruixudes línies verticals i per sobre d'elles la presència arcaica de l'escarboncle o bloca, mostra que prengueren com a model els segells de Ramon Berenguer IV o dels seus fills menors, però no els nous segells que emeté Alfons com a rei d'Aragó on ja no hi apareix l'escarboncle o bloca.

D'especial importància és el segell de Millau, confeccionat per la vila de Millau el c. 1187. Anteriorment el 1167 el rei Alfons II d'Aragó es feu amb la titularitat del vescomtat de Millau. Cedit als seus germans passà a governar-lo ell directament el 1185. Dos anys després, l'1 d'abril de 1187 i des de Girona estant, el rei Alfons II d'Aragó trameté una carta als cònsols de la vila concedint-los una sèrie de privilegis que venien a confirmar el seu consolat (autogovern municipal). El rei també els concedí la creació d'un segell comú, «Concedimus namque sigillum comune», a fi de mostrar la doble jurisdicció sobre la vila «sub subscriptione nostra et sua», així com els concedí l'ús de «nostra bandera», «et etiam vexillum nostrum».
Seguidament i d'acord amb la condicions del privilegi els cònsols de Millau encarregaren un segell circular de doble cara en el qual al revers del segell apareix la llegenda amb el titular Segell del rey d'Aragó comte de Barcelona i marquès de Provença «+SIGILLU(M) R(EGIS) ARAGON(ENSIS) COMITIS BA[RCHINONENSIS ET MARCHIONIS PROVI]NCIE». Al centre hi ha el senyal del rei, són tres gruixudes línies verticals i per sobre d'elles hi ha l'escarboncle o bloca, els reforços metàl·lics de l'escut en forma d'aspa; els radis d'aspa es creuarien al centre de l'escut, l'umbo, un detall actualment deteriorat; els reforços es completen amb una altra barra horitzontal situada a la part inferior a un terç de la punta de l'escut. La presència arcaica de l'escarboncle o bloca mostra que com a model del Senyal Reial es varen prendre els segells de Ramon Berenguer IV o dels seus fills menors, però no els nous segells que emeté Alfons com a rei d'Aragó i en els que ja no hi apareix l'escarboncle o bloca.
El segell de Millau també és significatiu pel fet que és el primer cop que el senyal heràldic dels quatre pals apareix en un escut, no com una arma defensiva que porta el rei, sinó com un emblema identificatiu per si sol. Tal com resumeix l'heraldista aragonès Faustino Menéndez Pidal de Navascués (2004) d'acord amb les condicions del privilegi, els cònsols de Millau encarregaren seguidament un segell circular de dues cares en el que disposaren un escut reial sol, malgrat que encara amb disseny d'arma de guerra, amb la seva bloca, copiada dels segells de Ramon Berenguer IV o dels seus fills menors, no dels que emprà Alfons II. En aquest primer segell de Millau s'hi troba sens dubte la més antiga representació de l'escut d'armes dels pals com a emblema, no com a arma defensiva portada per una persona.

### Els Quatre Pals: senyal heràldic de llinatge
El senyal dels quatre pals era un senyal heràldic de llinatge: tots els descendents de Ramon Berenguer IV el portaven en les seves armes. Els reis Alfons II d'Aragó i Pere II d'Aragó l'anomenen «senyal propi» (signo proprio) o «senyal nostre» (signi nostri), i a la bandera, «nostra senyera» (vexillum nostrum)

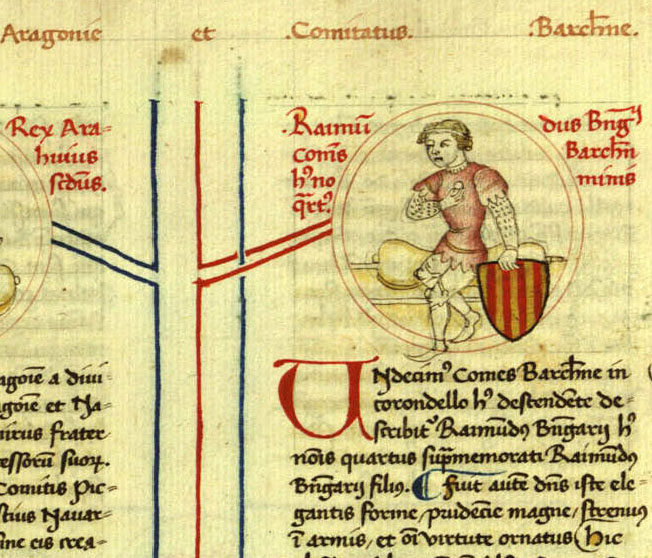
Representació de Ramon Berenguer IV de Barcelona portant un escut amb el senyal dels Quatre Pals. (Genealogia regum Navarrae et Aragoniae et comitum Barchinonae, 1380; BC, ms. 246, f.34r)

Per a l'heraldista aragonès Faustino Menéndez Pidal de Navascués (2004), el fet que el senyal dels quatre pals no tingui precedents anteriors a Ramon Berenguer IV, i que els seus fills Alfons, Ramon Berenguer i Sanç, empressin igualment els pals en els escut de les seves representacions eqüestres, vindria a demostrar que aquest senyal era propi, privat i particular de Ramon Berenguer IV, i que per tant no s'adscrivia ni a una dignitat (títol), ni a la possessió d'un territori, i que per tant no es relaciona ni amb el comtat de Barcelona ni amb el regne d'Aragó, ni tampoc amb els títols de sobirania sobre aquests territoris. L'emblema dels bastons d'or i gules tindria inicialment una significació personal referida a Ramon Berenguer IV, que seria heretada després pels seus descendents, esdevenint d'aquesta manera armes amb una significació familiar, un senyal heràldic.
| «                                                                           | Porque los palos de oro y gules, hasta el fin de la edad media, tuvieron el caràcter preponderante o único de armas familiares de los descendientes de Ramon Berenguer IV. | » |
| — Faustino Menéndez Pidal de Navascués, El escudo de España (2004); pàg. 99 | |   |

| «                                                                     | En virtud de todas las consideracions previas, puede establecerse sin lugar a dudas que los palos de oro y gules nacen como emblema personal de Ramon Berenguer IV y, al hereadarlos sus hijos se convierten en el símbolo de su família, la Casa de Aragón, sin ligazón alguna con un territorio determinado. | » |
| — Alberto Montaner Frutos, El señal del rey de Aragón (1995); pàg. 35 | |   |

Menéndez Pidal (2004) és del parer que el senyal dels Quatre pals és del tipus d'emblemes de significat inicialment personal constituït per figures geomètriques que s'introdueixen en tota la cristiandat en el segon quart del segle xii (1125-1150), i està constituït per figures geomètriques. I insisteix novament en que malgrat el limitat coneixement que es té dels usos emblemàtics del segle xii, sembla que està molt clara la inicial significació familiar de l'emblema dels pals d'or i gules, i que no s'adscrivia a cap dignitat lligada a la possessió d'un territori.

## Polèmica pel llinatge de Ramon Berenguer IV

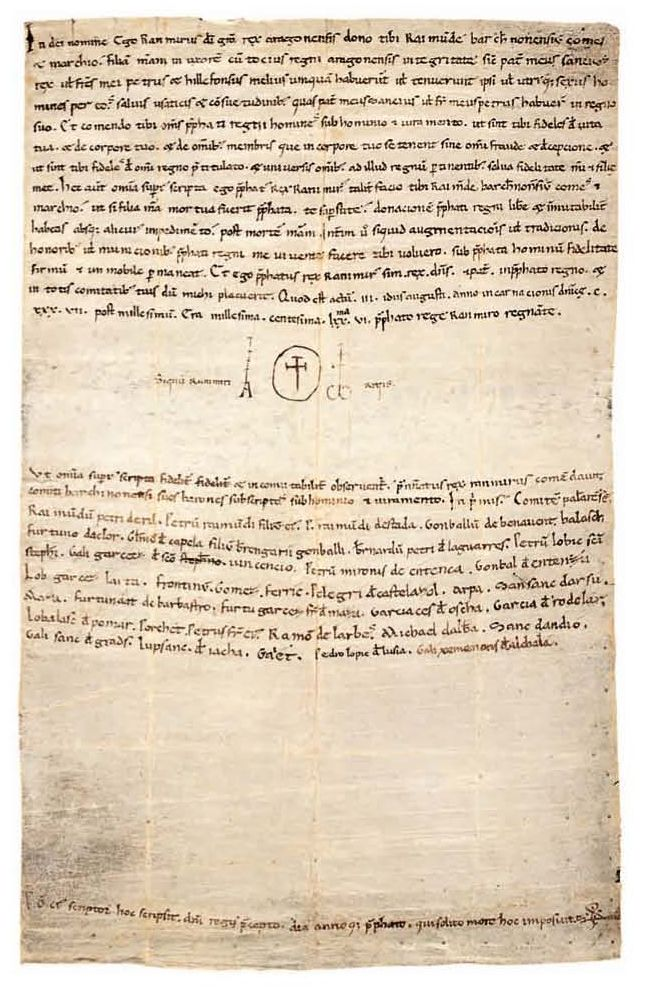
Als Capítols matrimonials de Barbastre de l'11 d'agost del 1137 es pactà el matriomi entre el comte de Barcelona Ramon Berenguer IV i la reina Peronella d'Aragó, que conceberen un fill i successor comú pels seus territoris i dignitats: Alfons el Cast primus rex Aragonum post unionem. (ACA, Perg. RBIV, car. 35, núm. 86)

La polèmica sobre el senyal dels Quatre Pals s'havia centrat primerament a determinar quan aparegué per primera vegada. Actualment hi ha consens entre els especialistes heràldics a l'hora de determinar que el senyal dels Quatre Pals apareix per primera vegada en la història en l'escut de Ramon Berenguer IV. Posteriorment es buscaren antecedents emblemàtics preheràldics, però cap de les opcions proposades ha esdevingut concloent a l'hora de demostrar un possible antecedent preheràldic anterior a Ramon Berenguer IV. Descartada la recerca d'antecedents preheràldics la polèmica avançà a l'entorn de les dignitats (títols) de Ramon Berenguer IV. Com que el senyal dels quatre pals apareix en el seu escut, quan aquest ostentava dues dignitats (títols) simultàniament -tal com queda reflectit en la llegenda del segell- la de ser comte dels Barcelonins i la de ser princeps del regne dels Aragonesos «RAIMVNDVS BERENGARII COMES BARCHINONENSIS / ET PRINCEPS REGNI ARAGONENSIS», es plantejaren arguments a favor o en contra de a quina de les dues dignitats (títols) respresentava el senyal. En funció de a quina de les dues dignitats representés el senyal, es legitimaria el dret d'un o altre territori a emprar el senyal avui en dia. Actualment aquesta polèmica ja també ha quedat superada, perquè hi ha consens entre els especialistes a l'hora de determinar que el senyal dels quatre pals no fou en origen un senyal heràldic de dignitat territorial, sinó al contrari, un senyal heràldic de llinatge. El senyal aparegué, per primera vegada en la història, en l'escut de Ramon Berenguer IV, i en el moment en què tots els seus fills també l'adoptaren com a propi, el senyal adoptà una significació de senyal heràldic del llinatge, el dels descendents de Ramon Berenguer IV, ja tingués un la dignitat de rei d'Aragó i comte de Barcelona, l'altre la dignitat de comte de Provença, i l'altre la dignitat de comte Rosselló i de Cerdanya.

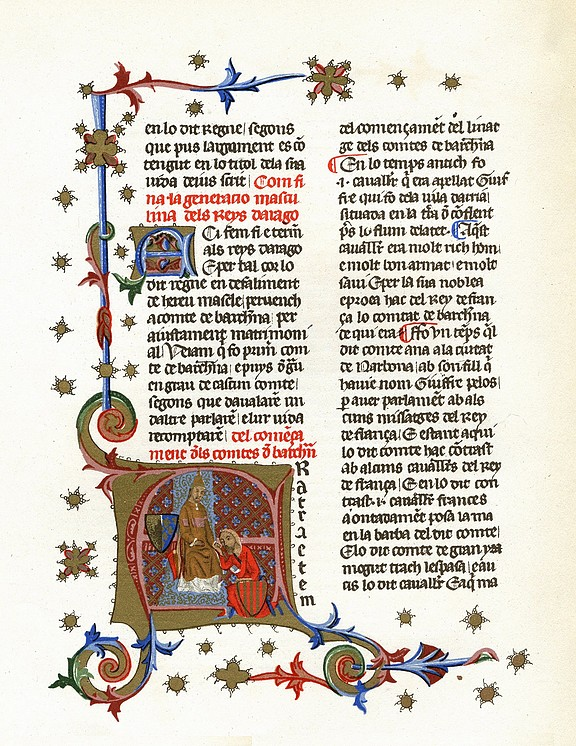
Cròniques dels reis d'Aragó e comtes de Barcelona, capítols XX i XXI:
«Com fina la generació masculina dels reis d'Aragó: Ací fem fi e terme als reis d'Aragó. E per tal com lo dit regne, en defalliment d'hereu mascle, pervenc a comte de Barcelona per ajustament matrimonial, vejam qui fo primer comte de Barcelona, e puis de grau en grau de cascun comte, segons que davallaren un d'altre, parlarem e llur vida recontarem.
Del començament dels comtes de Barcelona: Ara tactem del començament del llinatge dels comtes de Barcelona. En lo temps antic fo un cavaller qui era apellat Guifré qui fo de la vila d'Arrià […] ab son fill qui havia nom Guifré Pelós, per haver [...]»

Existint total consens entre els especialistes heràldics a l'hora de determinar que el senyal dels Quatre Pals apareix per primera vegada en la història en l'escut de Ramon Berenguer IV (segell del 2 de setembre del 1150), i havent-hi consens, també, en què aquest era un senyal de llinatge que no representava a cap territori, ni al comtat de Barcelona, ni al regne d'Aragó, avui en dia la polèmica entre els especialistes ha quedat reduïda només a una qüestió merament de matís i de denominació: determinar quin era el llinatge i la casa de Ramon Berenguer IV, el llinatge i la casa dels seus descendents, i com anomenar el llinatge i la casa. Segons la Teoria del Casamiento en casa formulada per Antonio Ubieto Arteta el 1987, Ramon Berenguer IV esdevingué des dels Capítols matrimonials de Barbastre (1137) membre de la casa dels reis d'Aragó; segons aquesta interpretació, Ramon Berenguer IV hauria estat adoptat com a membre de ple dret en la casa, la família, i el llinatge dels antics reis d'Aragó, i per tant, la família, la casa, i el llinatge dels comtes de Barcelona hauria quedat totalment extingit ja des del 1137. Per a d'altres com Josep Serrano Daura per contra, ni Ramon Berenguer IV va ser adoptat pel llinatge dels anteriors reis d'Aragó, ni el llinatge dels comtes de Barcelona s'extingí el 1137 i, per tant, i segons aquesta interpretació, els quatre pals són el senyal del llinatge dels comtes de Barcelona. Un llinatge que, posteriorment, prengué el nom de Casal d'Aragó perquè el títol de rei d'Aragó era la seva dignitat (títol) més important, tal com manifestà el rei en Pere el Cerimoniós en les Ordinacions del 1344: «regne Darago, lo qual regne es títol e nom nostre principal».
L'historiador aragonès Antonio Ubieto Arteta mai no va derivar implicacions heràldiques de la seva teoria. Serà l'historiador aragonès Guillermo Fatás Cabeza (2000), prenent com a certa la Teoria del Casamiento en casa i després de rebatejar-la amb el nom de «Matrimonio en casa» (en lloc de «Casamiento en casa»), qui reblarà doncs que ja no té la menor transcendència el fet que el senyal heràldic dels quatre pals no aparegui en cap dels anteriors reis d'Aragó i Pamplona, o que el primer a portar-lo a l'escut fos el comte de Barcelona i príncep d'Aragó Ramon Berenguer IV. Com que, segons la Teoria del Casamiento en casa, Ramon Berenguer IV ja havia estat adoptat des del 1137 com a membre de la casa reial d'Aragó, però també en la família i llinatge dels reis d'Aragó, i a més, el primer segell no apareix fins tretze anys després, el setembre del 1150, un mes posterior al casament formal entre Ramon Berenguer IV i Peronella d'Aragó, el senyal heràldic dels Quatre Pals seria doncs un senyal propi i exclusiu de la seva casa d'Aragó i del seu nou llinatge, el dels reis d'Aragó. En definitiva doncs, per a Guillermo Fatás Cabeza, donat que no existeixen testimonis datats anteriors a Ramon Berenguer IV, i que quan el senyal heràldic dels Quatre Pals apareix en l'escut dels segells de Ramon Berenguer IV aquest ja és, segons la Teoria del Casamiento en casa, membre de Casa reial d'Aragó i ha estat adoptat com a fill del llinatge dels reis d'Aragó, el senyal dels quatre pals és propietat exclusiva de la Casa reial d'Aragó i del llinatge dels reis d'Aragó i, per tant, no es correspon ni al territori del regne d'Aragó, però tampoc al comtat de Barcelona, i encara menys al llinatge dels comtes de Barcelona, que s'hauria extingit ja des del 1137, per bé que les cròniques de l'edat mitjana mai no reflectiren aquest parer.